# Одомашнення
Одома́шнення або доместика́ція (від лат. domesticus: слово domus — «дім») — процес зміни популяції тварин або рослин за допомогою селекції, в результаті якої вони стають пристосованими до утримання в неволі та використання людиною. Процес проводиться спільнотою людей заради кількох цілей: отримання джерела їжі або інших продуктів тваринництва (таких як вовна, бавовна або шовк), використання для певних робіт (транспорту або захисту), утримання стад тварин, хатніх тварин або декоративних рослин. Такі спільноти називаються пастушими або скотарськими племенами.
Рослини, одомашнені для естетичної насолоди, називаються декоративними, а одомашнені для використання в сільському господарстві — культурними. Істотно змінені рослини часто називають культигенами (або культиварами) на відміну від тих рослини, які не відрізняються від диких видів. Так само і тварин, що утримують для естетичних потреб, називають хатніми, а одомашнених для потреб сільського господарства — домашньою худобою.
Процес одомашнення диких тварин починається зі штучної селекції окремих індивідів для отримання потомства з певними ознаками, необхідними людині. Індивіди, як правило, визначаються згідно з певними бажаними характеристиками, включаючи зниження агресивності по відношенню до людини і представників власного виду. У цьому відношенні прийнято говорити про приборкання дикого виду. Метою одомашнення є використання тварин у сільському господарстві як сільськогосподарської тварини або як домашнього вихованця. Якщо ця мета досягнута, вже можна говорити про свійських тварин. Одомашнення тваринного світу докорінно змінює умови для подальшого розвитку виду. Природний еволюційний розвиток замінюється штучною селекцією за критеріями розведення. Таким чином у рамках одомашнення змінюються генетичні властивості виду.
Щоб створити різноманітні породи, людина використовувала не тільки птахів і ссавців, але і деяких безхребетних тварин: шовковичного шовкопряда і, звичайно ж, бджіл. Сталося це досить давно — близько 5 тис. років тому.

## Синдром одомашнення
синдром одомашнення є результатом природної селекції та вибору людиною тих ознак, які були корисними для наших потреб. Цей процес не тільки змінює зовнішній вигляд тварин і рослин, але також може впливати на їхню поведінку, здоров'я та життєвий цикл. Ці ознаки були визначені Чарльзом Дарвіном у книзі «Змінність одомашнених тварин і рослин». Важливо розуміти, що одомашнення є складним процесом, який має свої наслідки для природи та людей.

## Історія одомашнення
Не всі види тварин здатні уживатися з людиною, тільки деякі змогли подолати страх перед людьми. Різні народи приручали безліч самих несподіваних тварин — антилоп, журавлів, страусів, пітонів і навіть крокодилів. Деякі вчені вважають, що первісні люди утримували в неволі і приручали навіть мегатерія (нині вимерлих гігантських лінивців) і печерних ведмедів. А карфагенський полководець Ганнібал у війнах з римлянами кінця III ст. до н. е. використовував бойових слонів.
Однак приручити ще не означає одомашнити. Кількість видів дійсно одомашнених тварин дуже невелика — не більша 25. Для одомашнення необхідно, щоб поміщена в неволю тварина принесла потомство. Тільки тоді можна зайнятися добором і, зберігаючи особини з найціннішими для людини властивостями, через багато століть отримати вже не просто приручену, а справжню домашню тварину. Так наприклад, у давнину при дворах правителів Сирії, Індії, Середньої Азії, навіть Європи часто тримали гепардів, цінували за красу і чудові мисливські якості. Історія знає два приклади, коли ручні гепарди належали великим людям: один — Чингісхану, інший — Карлу Великому. Однак приручені гепарди не стали домашніми.
Першим супутником людини став вовк, «прибившись» до неї в кам'яну добу (10-15 тис. років тому). Генетики встановили, що вперше вовки були одомашнені людиною в Південній Азії. Таким чином домашня собака походить від прирученого вовка.
Майже так само довго (не менше 10 тис. років) триває дружба людини з вівцями і козами. Предком овець був гірський баран — муфлон, що мешкав в Південній Європі і Передній Азії. В результаті схрещування і ретельного відбору людина створила понад 150 порід домашніх овець, нині лише віддалено нагадують дикого прародителя. Кози ведуть свій рід від бородатого або безоарового козла — мешканця тих самих областей, що і муфлон. Число порід домашніх кіз невелика, проте вони дуже різноманітні: ангорські з прекрасною вовною, швейцарські молочні; невеликі камерунські, які чудово лазять по деревах та інші. Найбільшу користь людині принесло одомашнення тура — предка сучасних корів. Порівняно недавно дикі тури водилися в Європі, Північній Африці, Малій Азії і на Кавказі. Остання на Землі самка тура була вбита в Польщі, в лісах Мазовії в 1627.
7,5 тис. років тому людина одомашнила буйвола — сильного і небезпечного звіра. Тепер в спекотних країнах вони не тільки джерело м'яса і шкур, а й незамінна тягова сила.
Кінь одомашнений порівняно недавно — 5-6 тис. років тому. Його предком був зниклий тепер тарпан, який привільно почував себе в степах Євразії. Втім, деякі вчені припускають, що кінський родовід починається з дикого коня, який отримав назву кінь Пржевальського. Та саме гніда кобила найбільш схожа на східноєвропейський вид лісового коня що має захисний окрас в смерекових лісах та дібровах. Просте схрещення з іншими видами дало ті різновиди порід від білого до чорного. Переважає думка, що вигодовуючи дике лоша молоком корови людина отримала домашнє лоша, що зростаючи в господарстві людини мало прихисток і доволі сіна взимку.
При переході людини до осілого способу життя (приблизно 10 тис. років тому) і з початком розвитку землеробства, коли з'явилися перші поселення та комори, в яких зберігалися запаси зерна, з'явилися перші домашні кішки. Одомашнення кішки сталося на Близькому Сході шляхом приручення дикої близькосхідної (інакше лівійської або нубійської) кішки, і всі 600 млн нині на Землі домашніх кішок є нащадками п'яти диких близькосхідних (лівійських) кішок, приручених в районі Родючого півмісяця.
Солідна і історія домашніх птахів: близько 5 000 років тому одомашнені кури, що ведуть свій рід від банківських і червоних курей Південної та Південно-Східної Азії, і гуси — нащадки дикого сірого гусака. 3-4 000 років тому в Європі і Китаї одночасно одомашнили качок, а в західній Африці — цесарок.

## Сучасне одомашнення
Експерименти в області одомашнення продовжуються досі. Селекціонери ведуть роботи з лосями і антилопами, оленями-маралами і вівцебиками, соболями, норками і багатьма іншими хутровими звірами, при цьому найбільші перспективи для одомашнення мають суспільні тварини, з тварин «індивідуалістів» одомашнена тільки[джерело?] кішка. Крім того, вчені створюють все нові породи раніше одомашнених тварин.
Для одомашнення мають значення не тільки властивості того чи іншого виду, людина повинна бути гідна своїх підопічних: його обов'язок — постійно дбати про них, а не розглядати домашніх тварин, лише як джерело молока, м'яса та вовни.
У Новосибірському інституті цитології і генетики Сибірського відділення РАН з середини ХХ ст. вченими школи Бєляєва проводиться експеримент з одомашнення фермерських лисиць. В наш час[коли?] керівником дослідницької групи є професор і доктор біологічних наук Людмила Труть. У ході експерименту тварина розвиває емоційну прихильність і навіть відданість людині. Але головне — дика тварина навчається новим способам комунікації з людиною, вчиться розуміти жести, погляди, слова і використовувати ці соціальні сигнали в процесі «спілкування».

## Важливі одомашнені види

### Хижі
Першим одомашненим видом був вовк, одомашненим підвидом якого є собака. Підрахунки на генетичній основі вказують на те, що собака і вовк розділилися не пізніше, як 15 тисяч років тому. Спочатку він слугував помічником на полюванні, а пізніше виконував і сторожові функції. Одомашнення собак почалося в ориньякський період верхнього палеоліту. Перше свідчення про співіснування людини й собаки (сліди лапи вовка або собаки та ноги дитини) було виявлено у французькій печері Шові (Chauvet). Вік цих слідів становить 26 000 років. Цей факт підтверджують також знахідки останків псових епохи верхнього палеоліту, виявлені в результаті розкопок в Україні (Черкаська та Чернігівська області) і в Росії (Курська область).
Домашні кішки наблизилися до людини близько 10 000 років тому, зберігши в основному ловчі якості своїх хижих побратимів. В наш час[коли?] різними міжнародними організаціями фелінологічний визнається близько 200 порід домашніх кішок.
Близько 3-4 тисяч років тому в Давньому Єгипті були одомашнені фретка та лісові тхори.

### Травоїдні

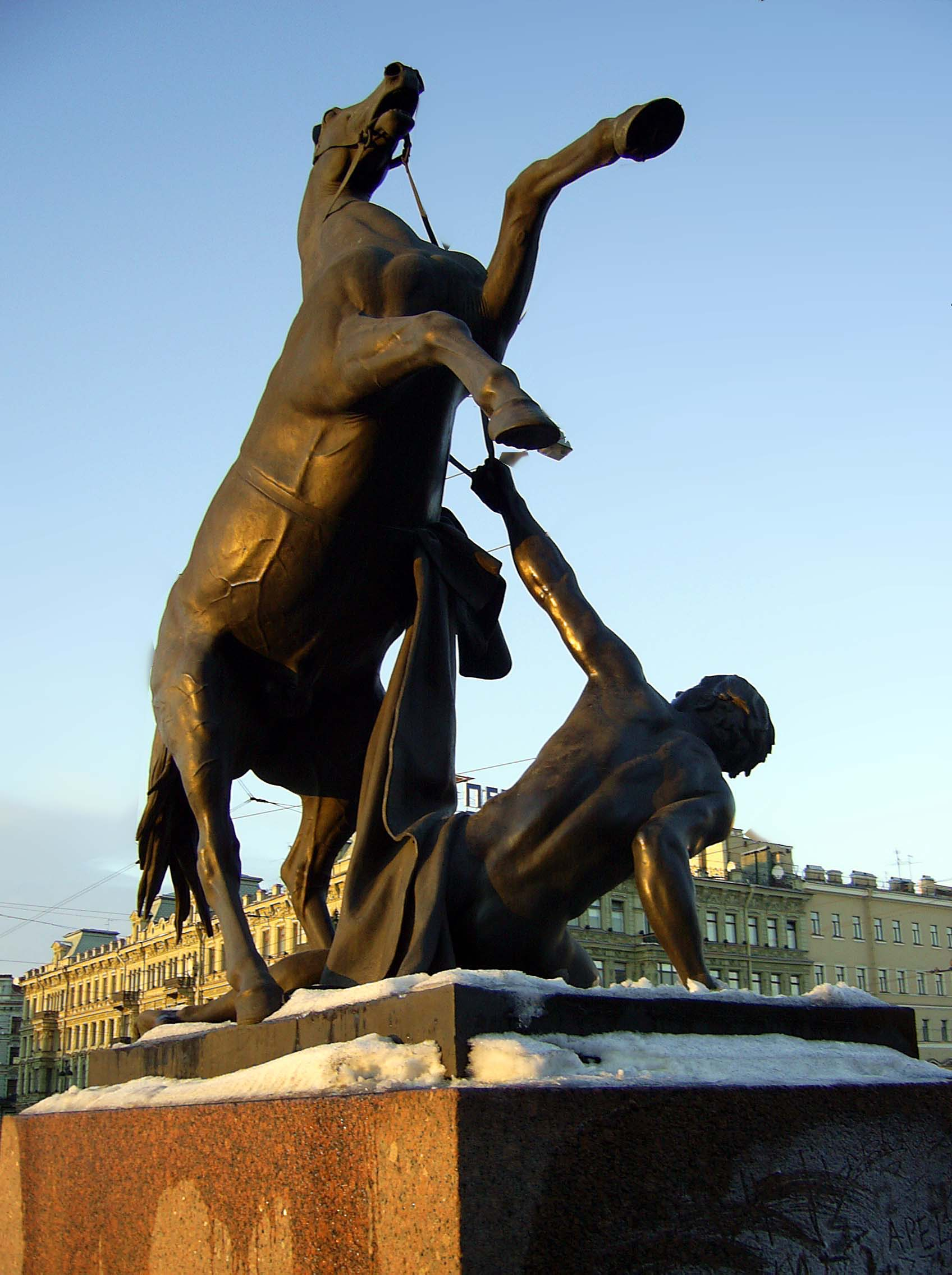
Упокорення коня. П. К. Клодт

Як мінімум 8 000 років тому люди приручили кіз, овець, корів, свиней.
Важливою подією для подальшої історії стало одомашнення коней близько 5 500 років тому. Перш ніж їх стали використовувати як робочу тварину, вони служили джерелом м'яса та молока. Першою твариною, яку використовували для перевезення вантажів, був близько 7 500 років тому віл, кастрований бик. Віслюки та коні приєдналися до нього пізніше. Для верхової їзди їх стали використовувати доволі пізно. Деякий час по тому був приручений і верблюд.
У новій історії були одомашнені лами/альпаки (Південна Америка) й олені (Північна Азія), а також дрібні тварини, такі як морські свинки (Південна Америка) та миші.
Одомашнення коней, мабуть, відбулося одночасно в різних місцях. Дослідження мітохондріальної ДНК показали, що в сучасних домашніх коней немає загального генетичного кореня. Після останнього льодовикового періоду в різних місцях жили ізольовані один від одного «залишкові» популяції. Проте ймовірно, що перше одомашнення вдалося в степах південного Уралу чи північного Причорномор'я.

## Зміни ознак після одомашнення
Професор Людмила Миколаївна Труть пише, що «генетичне перетворення поведінки (з дикої — в домашню) тягне за собою морфологічні і фізіологічні зміни, подібні до тих, які відбулися в історичному минулому у собак та інших домашніх тварин».
Ступінь доместикації різних видів тварин може бути різною залежно від потреб людини. У процесі доместикації, під впливом нових умов середовища і штучного відбору у тварин з'явилися ознаки, що відрізняють їх від диких родичів, причому тим значніші, чим більше праці і часу витрачала людина на отримання тварин з необхідними йому властивостями. Разом з тим, як пише Доріан К. Фуллер з Інституту археології Університетського коледжу, Лондон (UCL), «всі одомашнені тварини мають певні характерні ознаки (хоча і не обов'язково, щоб всі домашні тварини мали всі з нижчеперелічені ознаки одночасно)».
До характерних ознак доместикації тварин належать:
- зміна в розмірі: вкорочення кінцівок, у великих тварин — зменшення розмірів тіла, у дрібних — можливе збільшення в розмірі і ширша морфологічна варіативність різних частин тіла;
- велика покірність, слухняність, тямущість, а також більша тривалість ювенільних характеристик у тварин, неотенія (еволюційний процес розвитку, в результаті якого дитячі форми *поведінки зберігаються і в дорослому віці);
- порушення дикого типу, системи спаровування, втрата домінування самців, зниження статевого диморфізму;
- зміна розподілу жиру, скорочення м'язової маси;
- зміни в типі вовни і вовняного або пір'яного покриву;
- зміна забарвлення, ослаблення значення природного захисного забарвлення.

## Етологія одомашненої тварини

### Набуті ознаки
Мабуть, першими кроками (нецілеспрямованими) за одомашнення тварин, можна вважати вирощування самками будь-якого виду дитинчат інших видів (відомі випадки для деяких видів мавп). Самки, що не мають власних дитинчат, не маючи можливості забрати дитинчат у інших самиць, можуть забирати, наприклад, цуценят. Цуценята виростають з мавпячим стадом і допомагають відганяти чужинців (охорона).

### Втрачені ознаки
Втрата залежності від дикої природи, мабуть головна проблема одомашнених тварин.